# 板倉勝尚 (安中藩主)
板倉 勝尚（いたくら かつなお/かつひさ）は、江戸時代後期の大名。上野国安中藩主。官位は従五位下・伊予守。重形系板倉家6代。

## 略歴
天明5年（1785年）、備中国松山藩4代藩主・板倉勝政の五男として誕生した。
安中藩の先代藩主・板倉勝意の養子となる。文化元年12月、11代将軍・徳川家斉に拝謁する。文化2年（1805年）5月12日、養父の死去により跡を継いだ。教養に造詣の深い藩主であり、文化5年（1808年）3月には藩校・造士館を創設する。また、勝尚自身の著作も「悼山吟草」や「水雲問答」など、多数残されている。藩政においては、藩財政再建のために倹約を行なっている。
文化7年9月、奏者番に就任する。文政3年（1820年）8月26日（または9月7日）に死去した。享年36。跡を長男の勝明が継いだ。

## 系譜
父母
- 板倉勝政（実父）
- 飯田氏 - 側室（実母）
- 板倉勝意（養父）

正室
- 結 - 阿部正倫の娘

側室
- ヨシ - 秋月種徳の娘[要出典]

子女
- 板倉勝明（長男）
- 分部光貞（次男）
- 板倉鎌之助
- 板倉勝殷（三男）